# The Tourist (film, 1921)
The Tourist ou en français Fridolin touriste  est un film américain réalisé par Jess Robbins et sorti en 1921.

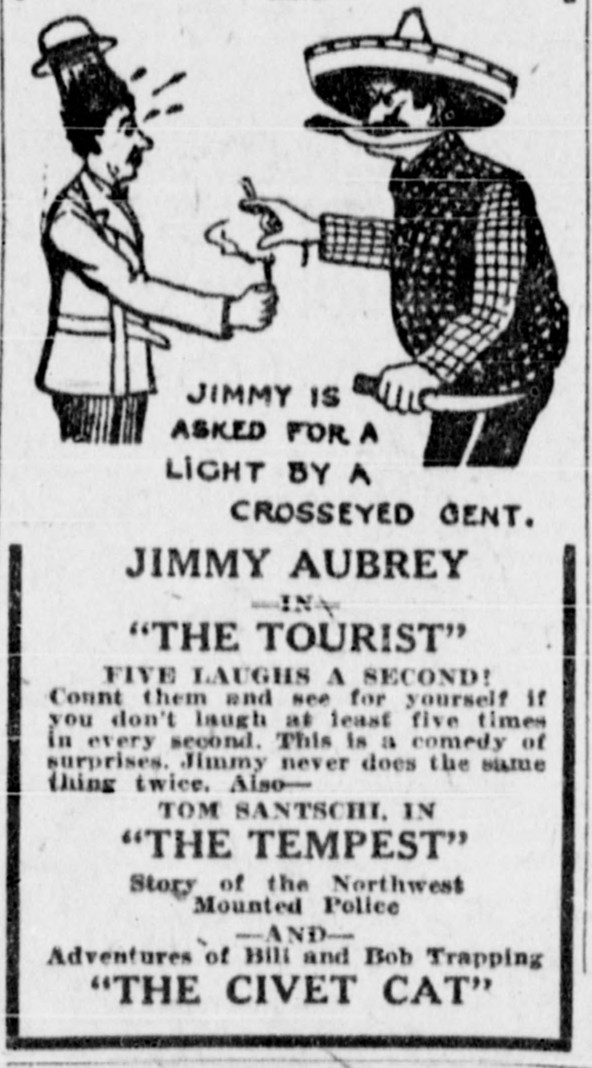
Annonce du film

Il a fait l'objet d'un remake par Roscoe Arbuckle en 1925.

## Fiche technique
Sauf indication contraire, les informations mentionnées dans cette section peuvent être confirmées par la base de données cinématographiques IMDb,  présente dans la section « Liens externes ».
- Réalisation : Jess Robbins
- Scénario : Jess Robbins
- Producteur : Albert E. Smith
- Société de production : Vitagraph Company of America
- Genre : Comédie
- Format : 35 mm, noir et blanc, muet, rapport de forme : 1.33 : 1, procédé cinématographique : sphérique
- Pays de production :  États-Unis
- Durée : 600 m (2 bobines)
- Dates de sortie : 
  - États-Unis : 13 juin 1921
  - France : avril 1922

## Distribution
- Jimmy Aubrey : Le touriste
- Oliver Hardy : chef des bandits (crédité Babe Hardy)
- Zella Ingraham